# Тритикале
Тритика́ле (лат. ×Triticosecale, от лат. triticum — пшеница и лат. secale — рожь) — амфидиплоид ржи и пшеницы. Немецкий селекционер В. Римпау (Rimpau) в 1888 году впервые при скрещивании пшеницы с рожью получил тритикале — плодовитый октоплоидный пшенично-ржаной гибрид. В настоящее время выращивается по большей части как фуражная культура, а также продовольственная.

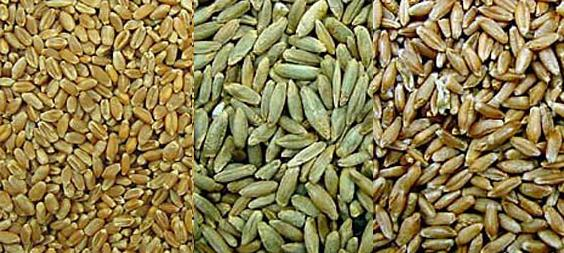
Пшеница, рожь, тритикале

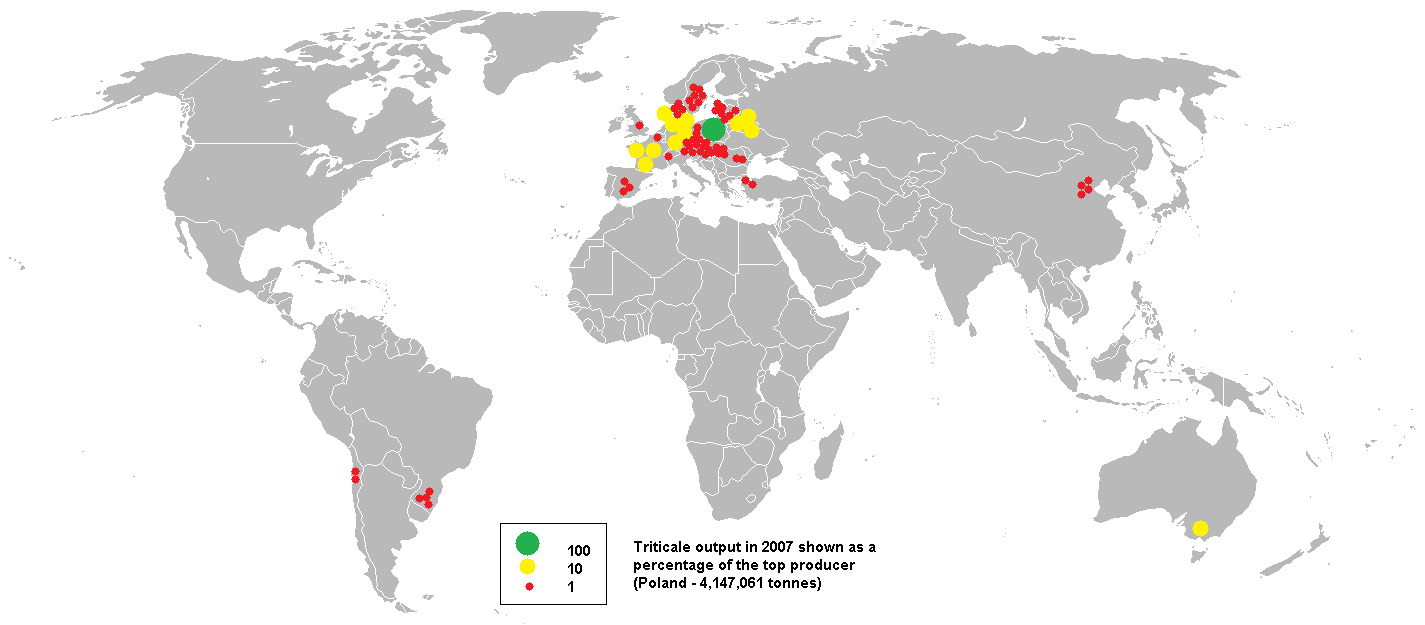
Производство тритикале в 2007 году

## Характеристика
Тритикале обладает повышенной морозостойкостью (большей, чем у озимой пшеницы), устойчивостью против грибковых и вирусных болезней, пониженной требовательностью к плодородию почвы (хотя лучшие показатели плодовитости даёт на чернозёмах).
Содержание белка в зерне тритикале выше, чем у пшеницы, на 1—1,5 % и на 3—4 %, чем у ржи, однако количество глютенина меньше. Зерно имеет также более высокий уровень лизина (3,8 %), содержит 2—4 % жира.
В 1 кг зелёной массы тритикале — 0,3 кормовой единицы, в то время как для озимой пшеницы — 0,18.
Тритикале является перспективной культурой для получения хлебопекарной муки и других пищевых продуктов, таких как печенье, макаронные изделия, тесто для пиццы и сухие завтраки. Основная трудность при переработке зерна тритикале с целью получить высококачественные сорта муки — отделение оболочки от эндосперма.

## Производители
Основные производители тритикале — Польша, Германия, Беларусь и Франция.

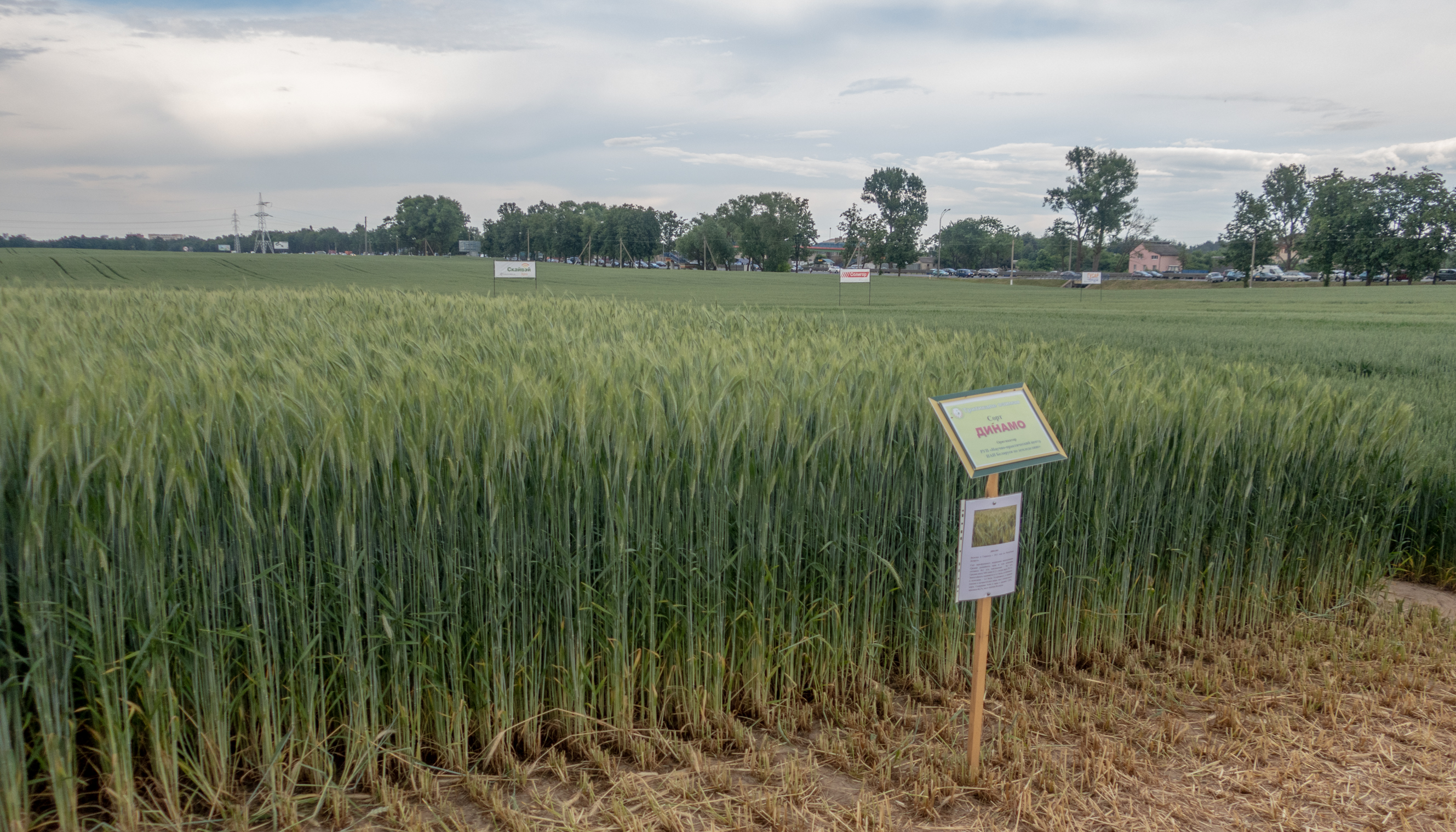
Озимый сорт «Динамо» белорусской селекции

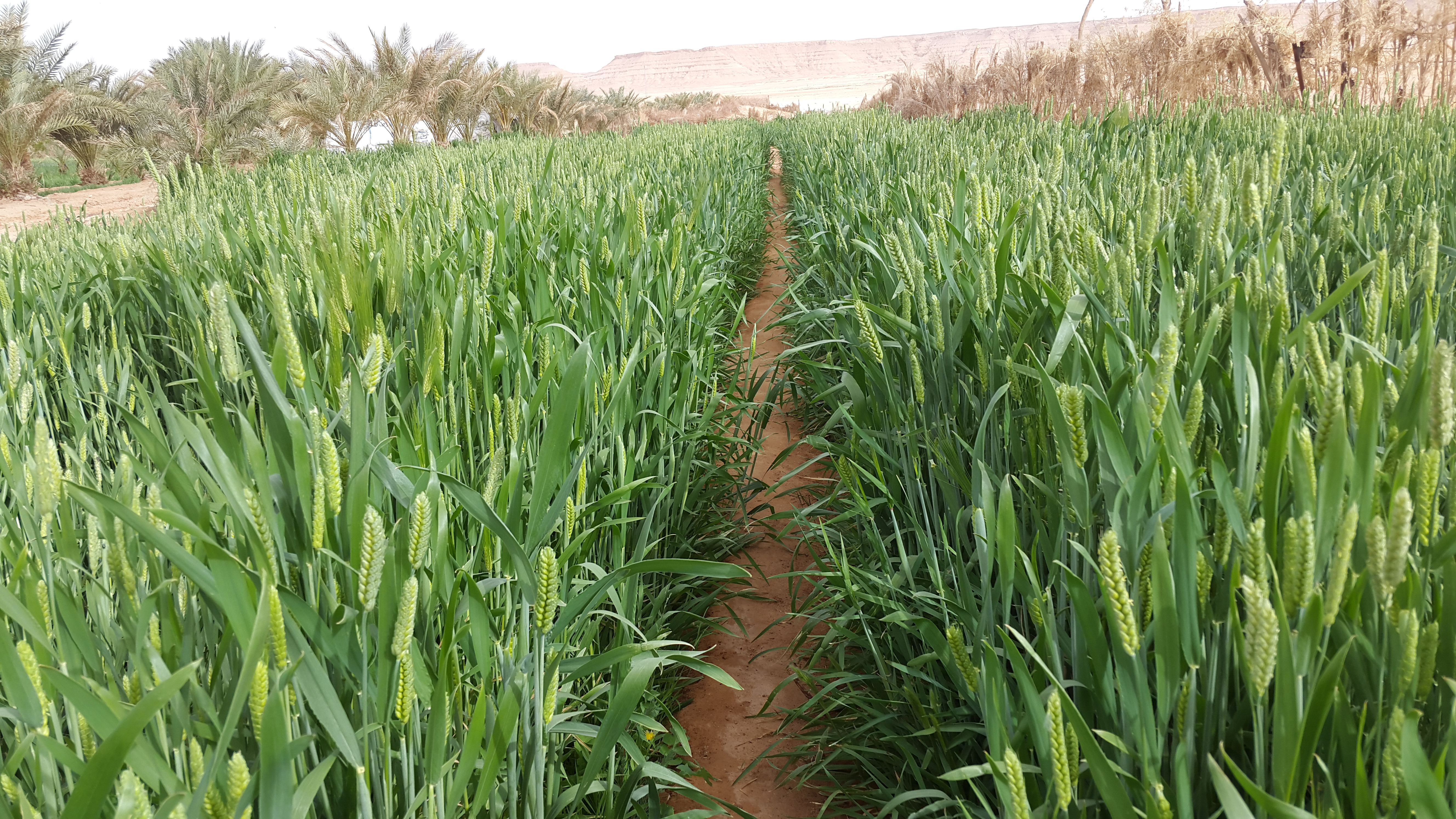
В молочной спелости

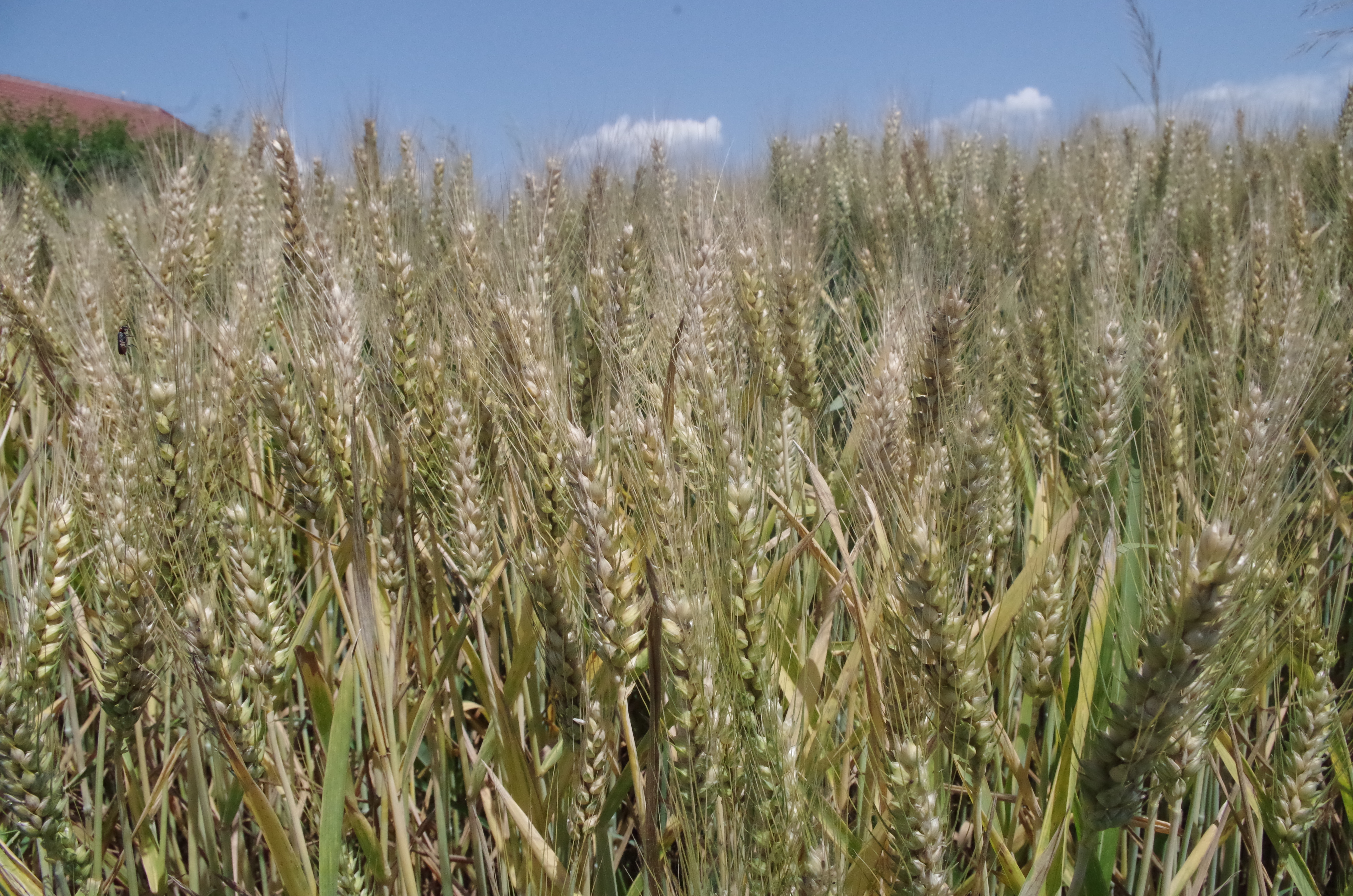
Перед уборочной

| Ведущие производители тритикале (тысяч тонн) | Ведущие производители тритикале (тысяч тонн) | Ведущие производители тритикале (тысяч тонн) | Ведущие производители тритикале (тысяч тонн) | Ведущие производители тритикале (тысяч тонн) | Ведущие производители тритикале (тысяч тонн) | Ведущие производители тритикале (тысяч тонн) | Ведущие производители тритикале (тысяч тонн) |
| Страна                                       | 2005                                         | 2014                                         | 2017                                         | 2018                                         | 2020                                         | 2022                                         |                                              |
| -------------------------------------------- | -------------------------------------------- | -------------------------------------------- | -------------------------------------------- | -------------------------------------------- | -------------------------------------------- | -------------------------------------------- | -------------------------------------------- |
| Польша                                       | 3748                                         | 5200                                         | 5102                                         | 4086                                         | 6080                                         | 5440                                         |                                              |
| Германия                                     | 2676                                         | 3000                                         | 2397                                         | 1936                                         | 2036                                         | 1930                                         |                                              |
| Франция                                      | 1793                                         | 2000                                         | 1448                                         | 1382                                         | 1310                                         | 1614                                         |                                              |
| Беларусь                                     | 1121                                         | 2100                                         | 1642                                         | 1015                                         | 1543                                         | 1193                                         |                                              |
| Испания                                      | 52                                           | 400                                          | 551                                          | 649                                          | 600                                          | 635                                          |                                              |
| Китай                                        | 1350                                         | 500                                          | 689                                          | 774                                          | 356                                          | 386                                          |                                              |
| Турция                                       | 110                                          |                                              |                                              |                                              | 276                                          | 320                                          |                                              |
| Россия                                       | 0                                            | 700                                          | 619                                          | 401                                          | 338                                          | 307                                          |                                              |
| Австрия                                      | 198                                          |                                              | 323                                          | 279                                          | 347                                          | 293                                          |                                              |
| Чехия                                        | 255                                          |                                              |                                              |                                              | 213                                          | 208                                          |                                              |
| Литва                                        | 201                                          | 400                                          | 331                                          | 337                                          | 449                                          | 205                                          |                                              |
| Румыния                                      | 94                                           |                                              |                                              |                                              | 236                                          | 192                                          |                                              |
| Венгрия                                      | 566                                          | 500                                          | 480                                          | 330                                          | 326                                          | 186                                          |                                              |
| Швеция                                       | 272                                          |                                              |                                              |                                              | 167                                          | 163                                          |                                              |
| ИТОГО                                        | 13503                                        |                                              | 15564                                        | 12803                                        | 13437                                        |                                              |                                              |

## Использование
В СССР пшенично-ржаные гибриды получали ещё начиная с 1920-х годов (Г. К. Мейстер, В. Н. Лебедев, Державин, В. Е. Писарев).
«Это злак, который мог бы прокормить земной шар. К сожалению, никак не можем донести мысль о пользе тритикале, в которой есть все и от пшеницы, и от ржи. Потенциал тритикале практически неограничен: воздействуя на зерно колхицином и увеличивая количество хромосом, что не является генной модификацией, можно добиваться невероятной урожайности 150—200 центнеров с гектара. На наших полях потенциальная урожайность тритикале — 90 ц/га», — доктор сельскохозяйственных наук Анвар Хафизович Шакирзянов.